# Vigala jõgi
Vigala jõgi är ett vattendrag i västra Estland. Den är en vänsterbiflöde till Kasari jõgi och är 97 km lång. Källan ligger i våtmarken Keava raba i landskapet Raplamaa. Den rinner åt sydväst och igenom staden Rapla och småköpingen Kuusiku. Den möter vänsterbiflödet Velise jõgi i landskapet Pärnumaa och strax före den själv mynnar i Kasarifloden.   